# ألوها (متصفح ويب)
متصفح ألوها (بالإنجليزية: Aloha Browser)‏ هو متصفح ويب تم تطويره من قبل شركة «ألوها موبايل المحدودة Aloha Mobile Ltd» التي يقع مقرها في مدينة ليماسول، قبرص. يتميز هذا المتصفح بالقدرة على إلغاء حظر أي موقع من خلال خدمة في بي أن مدمجة فيه، وهي خدمة مجانية غير محدودة ويمكن تفعليها بنقرة واحدة.
متصفح ألوها متاح للهواتف الذكية التي تعمل بنظام التشغيل أندرويد وآي أو اس، كما تتوفر نسخة مخففة منه تسمى "Aloha Browser Lite" التي يمكن تنصيبها على الهواتف الذكية ذات المواصفات الضعيفة.
يركز متصفح ألوها على الخصوصية وحماية المستخدمين من التتبع، فهو لا يجمع أي معلومات عن المستخدمين ولا يقوم بتسجيل معلومات التصفح، كما أنه يتضمن أداة لحظر الإعلانات وأداة أخرى لقفل التطبيق.

## أصل التسمية
ألوها هي كلمة بلغة سكان جزر هاواي، بدأت تستعمل في اللغة الإنجليزية للدلالة على الوداع (بالإنجليزية: Goodbye) والترحيب (بالإنجليزية: Hello). وحاليًا تستخدم كبديل لكلمة مرحبًا.

## الميزات

### في بي أن مجاني
بنقرة واحدة فقط، سيتم تفعيل ميزة الفي بي أن المجانية وغير المحدود مع تشفير للبيانات من الدرجة العسكرية بالإضافة إلى ضغط البيانات لتسريع عملية التصفح والتحميل، وعدم الاحتفاظ بسجلات التصفح.

### تحميل الوسائط
يتضمن المتصفح مدير للملفات يدعم تحميل أي نوع من الوسائط، مع إمكانية حفظ مقاطع الفيديو والموسيقى والصور. ويمكن قفل الملفات الخاصة برمز المرور أو عن طريق بصمة الإصبع.

### التصفح المخفي
يمكنك التصفح بشكل خاص دون أن يتم الاحتفاظ بأي سجلات على الإطلاق. عند اختيار التصفح المخفي، سيتم حظر أدوات التتبع في صفحات الويب لتوفير حماية إضافية. ويمكن إضافة رمز المرور أو قفل ببصمة الإصبع لعلامات التبويب المخفية.

### مشغل وسائط
يتضمن متصفح ألوها مشغل وسائط يمكنه تشغيل جيع أنواع الملفات تقريبًا. ومن خلال هذا المشغل، يستطيع المستخدم تشغيل الأفلام والموسيقى.

### الواقع الافتراضي
يتيح لك هذا المتصفح إمكانية تشغيل مقاطع فيديو والواقع الافتراضي ومشاهدتها باستعمال أي نوع من نظارات الواقع الافتراضي.

### أداة حظر الإعلانات
يمكنك تفعيل خيار حظر الإعلانات من الإعدادات، وهذا يمكن أن يزيد من سرعة التصفح والتحميل ويقلل استهلاك بيانات الجوال.

## التمويل
تقول الشركة المطورة لمتصفح ألوها بأنها لن تبيع بيانات المستخدمين للشركات الإعلانية، وأنها ستعتمد في تمويل تطوير المتصفح على التبرعات بالإضافة إلى الأموال التي يدفعها المشتركون في خدمة «ألوها بريميوم». وهي خدمة تتيح للمستخدمين إمكانية اختيار من قائمة البلدان التي تتيحها خدمة في بي أن المدمجة بالمتصفح. بالإضافة إلى العديد من الميزات الأخرى.

## روابط خارجية
- متصفح ألوها - الموقع الرسمي
- متصفح ألوها على تويتر
- متصفح ألوها على فيسبوك
- متصفح ألوها على يوتيوب
- صفحة الدعم لمستخدمي متصفح ألوها